# Calcot
Calcot (Calcot Row) är en ort i Storbritannien.   Den ligger i kommunen West Berkshire i riksdelen England, i den södra delen av landet, 60 km väster om huvudstaden London. Calcot ligger 53 meter över havet och antalet invånare är 9 093.
Terrängen runt Calcot är platt. Runt Calcot är det ganska tätbefolkat, med 239 invånare per kvadratkilometer. Närmaste större samhälle är Reading, 5,8 km öster om Calcot. Trakten runt Calcot består till största delen av jordbruksmark.